# シティベニ・ランブカ
シティベニ・リンガマンマンダ・ランブカ（英語: Sitiveni Ligamamada Rabuka、1949年9月13日 - ）は、フィジーの元陸軍軍人、政治家。元国軍司令官。現在、4度目の同国首相兼外務大臣を務めている。1992年から1999年にも首相を務めた。1987年10月に君主制であったフィジーで共和国宣言をし、イギリス連邦を離脱させた。

## 経歴
カカウドローヴ州にあるドレケニワイ村の出身である。クイーン・ビクトリア・スクールで教育を受け、1974年度英連邦競技大会では十種競技代表選手として出場した。1973年にサンドハースト王立陸軍士官学校で専門能力開発コースを修了後、9年間はイギリス連邦内にある各地の士官学校の職員として勤務。1982年に帰国後、フィジー陸軍訓練将校として任務に携わる傍、レバノン内戦に多国籍軍監視団のメンバーとしてシナイ半島に配置された。多国籍軍を勝利に導いたとして、1981年にエリザベス2世から大英帝国勲章を授与される。
1987年にはフィジー人の覇権を主張するために軍事クーデターでは当時の総督であったペナイア・ガニラウを解任させ、クーデターを成功させた。当時、インド系政府を打倒したとして先住民のフィジー人から英雄として崇められ、ランボーの異名でも呼ばれた。しかし2006年にはクーデターを実施したことを謝罪し、治療のためにインドを訪れた際にクーデターのことを悔やんでいると報じられている。
民主的な選挙で1992年から7年間、首相に就任。2022年には野党3党の連立政権を組み、首相に返り咲いた。

## 人物
- 2024年6月5日、スバで開催された「オセアニア陸上競技選手権大会（Oceania Athletics Championships）」で、砲丸投げの75～79歳の部に出場し、7.09メートルを記録して3位に入賞した[10]。